# Why Girls Love Sailors
Why Girls Love Sailors är en amerikansk stumfilm från 1927 i regi av Fred Guiol.

## Handling
Den ogillade kaptenen på skeppet "The Merry Maiden" kidnappar Willie Brislings fästmö Nellie. För att rädda sin älskade klär han ut sig till kvinna.

## Om filmen
Filmen är en parodi på dåtidens populära piratfilmer.
I filmen medverkar Stan Laurel och Oliver Hardy som senare kom att bli kända som komikerduon Helan och Halvan, men som här inte uppträder som duo.
Filmen ansågs länge vara förlorad fram till 1986 då den återfanns av den danske filmhistorikern Peter Mikkelsen.
Filmen har givits ut på DVD och Blu-ray.

## Rollista (i urval)
- Stan Laurel – Willie Brisling
- Viola Richard – fästmön
- Malcolm White – kaptenen
- Oliver Hardy – första styrman
- Anita Garvin – kaptenens fru
- Bobby Dunn – sjöman[1]